# 高韦庄镇
高韦庄镇，是中华人民共和国山東省菏泽市单县下辖的一个乡镇级行政单位。

## 行政区划
高韦庄镇下辖以下地区：
高韦庄村、高庄村、大徐庄村、大刘庄村、前唐庄村、张贺庄村、马寨村、二郎庙村、仁集村、赵集村、刘寨村、仵袁庄村、郑庄村、安庄村、李子元村、前韦庄村、安韩庄村、高刘庄村和潘庄村。